# Apristurus herklotsi
Apristurus herklotsi — акула з роду Чорна котяча акула родини Котячі акули. Інші назви «довгоплавцева чорна котяча акула», «філіппінська чорна котяча акула».

## Опис
Загальна довжина досягає 48,5 см. Голова дуже довга. Морда коротка, широка, лопатоподібна. Ніс загострений. Очі маленькі, вальні, горизонтальної форми, з мигальною перетинкою. Досягають 3% довжини тіла акули. Надочний канал безперервний. За ними розташовані невеликі бризкальця. Ніздрі довгі, розташовані одна до одної під кутом. Борозни на верхній та нижній губах однакові. Рот сильно зігнутий, відносно короткий. Зуби дрібні гострі, з багатьма верхівками. У неї 5 коротких зябрових щілин. Тулуб стрункий, подовжений. Шкіряна луска пласка, щільно розташована, на вигляд є гладенькою. Кількість витків спірального клапана шлунка становить 7-12. Грудні плавці відносно великі. Має 2 однакові за висотою спинні плавці. Вони маленькі, розташовані ближче до хвоста. Задній спинний плавець у 2 рази ширший за передній. Черево надзвичайно коротке. Анальний плавець дуже довгий та низький. Хвостовий плавець подовжений та вузький без зубчиків на задній крайки, характерних для більшості чорних котячих акул.
Забарвлення темно-коричневе.

## Спосіб життя
Тримається на глибинах від 520 до 900 м. Малорухлива та малоактивна акула. Полює біля дна. Живиться креветками, дрібними кальмарами, невеличкою рибою, донними безхребетними.
Це яйцекладна акула.
Не становить небезпеки для людини.

## Розповсюдження
Мешкає серед Філіппінських островів, хребта Кюсю-Палау, Південно-Китайському морі, островів Рюкю.